# Gudzsarát
Gudzsarát (gudzsarátiul: ગુજરાત, IPA: [ˌɡʊdʒəˈrɑːt] kiejtéseⓘ)  India egyik állama az ország északnyugati részén. Fővárosa Gandhinagar.

## Földrajz

Domborzati térkép

Szomszédai északon Rádzsasztán, keleten Madhja Prades, délkeleten Mahárástra államok, délen Dadra és Nagar Haveli és Daman és Diu szövetségi terület, délnyugaton az Arab-tenger partvidéke határolja, északnyugaton pedig Pakisztán Szindh tartománya.
Az állam az Arab-tenger mellett található. A tengerpart hossza 1600 km. Két nagy öble a Khambhati-öböl (Cambay-öböl) és a Kutchi-öböl. A kettő között terül el a Kathiawar-félsziget (Szaruástra régió). Északnyugati részén, a pakisztáni határon (Kutch régió) terül el a kutchi sós mocsarak vidéke, ami régen az Arab-tenger része volt, de kiszáradt. Délkeleti része a Lata régió.
Fő folyói a Mahi, a Narmada, a Sabarmati és a Tapi (Tapti).

## Történelem
Az ősi időkben a terület az Indus-völgyi civilizációhoz tartozott.
A középkorban az Arab Birodalom keleti szomszédja volt. A 8. században az arab hódítók kiterjesztették uralmukat az Induson túlra. A 8-10 század között délen a Rastrakuta Birodalom, keleten a Pála Birodalom uralkodott. A Gudzsaráti Szultanátus 1394-ben függetlenedett a Delhi Szultanátustól. A tengerparti Szaruástra régióban több kisebb királyság adott menedéket az iszlám elől menekülő kereskedőknek. 
1509-ben a portugálok a Diui tengeri csatában legyőzték a Szultanátus flottáját, és ez megnyitotta az utat a portugálok keleti terjeszkedése előtt. 
1573-ben a Mogul Birodalom annektálta a Gudzsaráti Szultanátust. Az 1591-es Bhuchar Mori csatában a Mogul Birodalomhoz tartozó, Szaruástra régióbeli Dzsunadagh Állam és Halvad Állam hadseregei a Gudzsaráti Szultanátus utolsó uralkodójának seregét győzték le. 
A brit időkben, 1843–tól a Bombay Elnökséghez tartozott. Irányítását a Baroda, Nyugat-India és Gudzsarát államok ügynöksége végezte. 1936-ban a Bombay Elnökségről leválasztották Szindh tartományt. 1947-ben Brit Indiát domíniumokra osztották, Indiára és Pakisztánra, és a kis fejedelmi államok eldönthették, hogy hová akarnak tartozni. 
1947-ben létrejött Kutch Állam, amit 1948-ban India annektált. 
1948-ban kb. 200 fejedelmi államból (pl. Dzsunagadh állam) létrejött a Kathiawar-félsziget déli részén Szaurástra Egyesült Állam, ami ugyanabban az évben India része lett.
1950-ben India köztársaság lett, megalakult Bombay szövetségi állam. 1956-ban Kutch Államot és Szaurástra Egyesült Államot beolvasztották Bombay szövetségi államba. 
Gudzsarátot 1960-ban választották le Bombay szövetségi államról.
2001. január 26-án 7,7-es erősségű földrengés rázta meg a vidéket. 20 ezer ember meghalt, 200 ezer eltűnt.

## Demográfia

### Népessége
| 2011 | 60 383 628 |

### Nyelv
Nyelvi megoszlás: az állam uralkodó nyelve a gudzsaráti, amelyet a lakosság 84,5%-a használ. További nyelvek: bhili 4,8%, hindi 4,7%, szindhi 1,9%, maráthi 1,5%, urdu 1,2%, egyéb 1,4%.

### Vallás
Lásd még: A vallás Indiában.
Vallási megoszlás 2011-ben: hindu 89%, muszlim 9,3%, dzsaina 1%.

## Városok

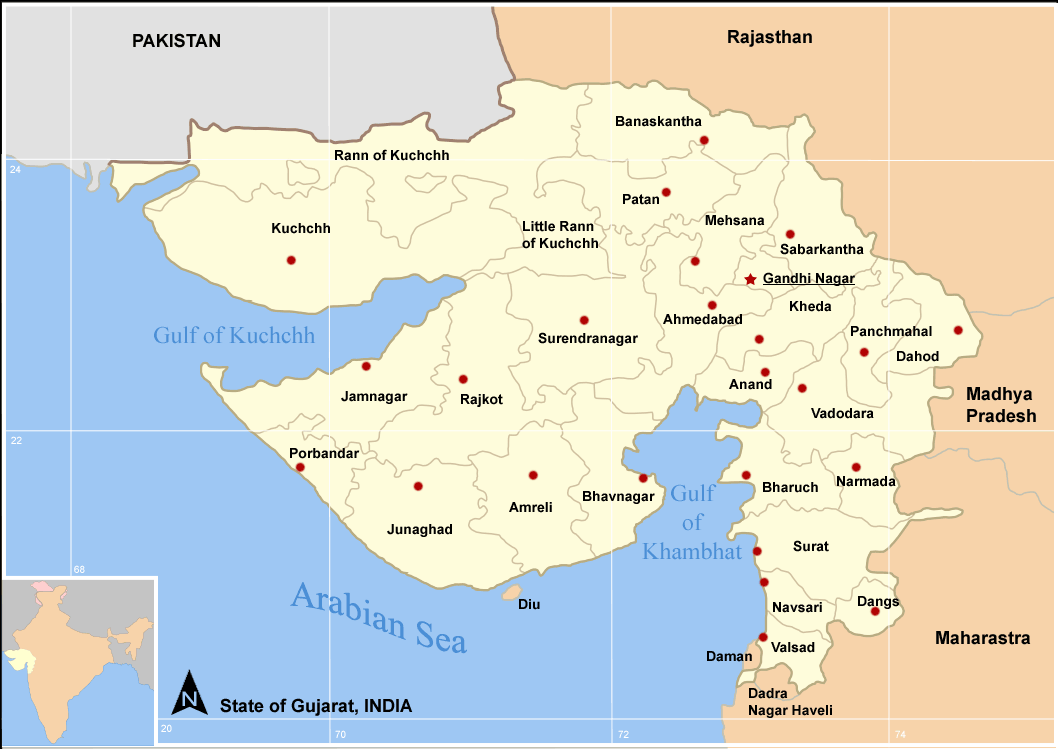
Gudzsarát nagyobb városai

A legnagyobb városok a 2011-es népszámlálás alapján:
| Város     | Népesség (2011-ben)) |
| --------- | -------------------- |
| Ahmadábád | 6 361 084            |
| Szúrat    | 4 591 246            |
| Vadodara  | 1 822 221            |
| Rajkot    | 1 390 640            |
| Bhavnagar | 605 882              |
| Jamnagar  | 600 943              |
| Anand     | 288 095              |

## Közigazgatás

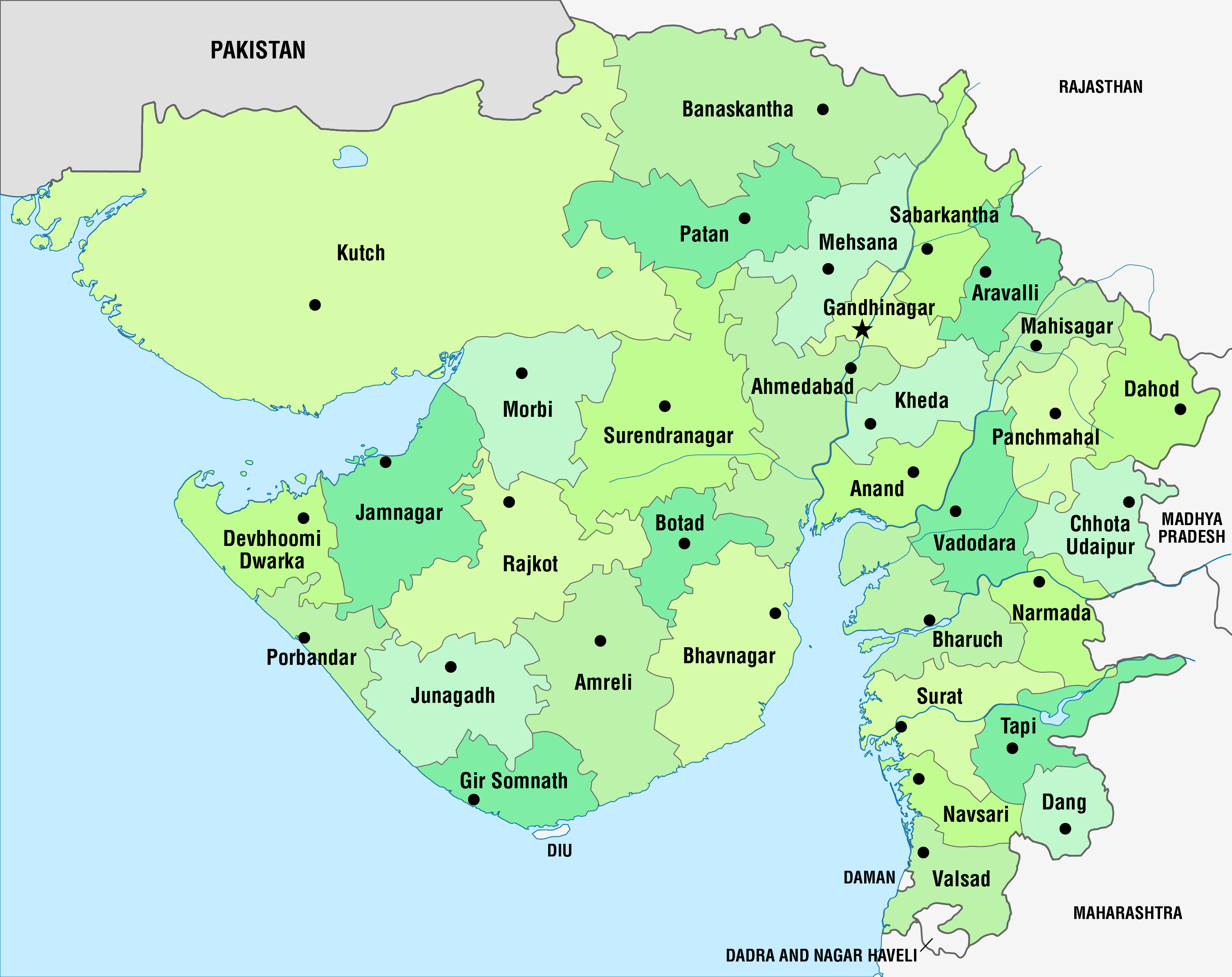
Gudzsarát körzetei és székhelyei

Az állam 33 körzetre van felosztva:
| Körzet           | Székhely              | Terület    | Népesség (2011) | Népsűrűség   |
| ---------------- | --------------------- | ---------- | --------------- | ------------ |
| Ahmadábád        | Ahmadábád             | 8 099 km²  | 7 208 200       | 890 fő/km²   |
| Amreli           | Amreli                | 7 383 km²  | 1 513 614       | 205 fő/km²   |
| Anand            | Anand                 | 2 940 km²  | 2 090 276       | 711 fő/km²   |
| Aravalli*        | Modasa                | km²        |                 |              |
| Banaskantha      | Palanpur              | 10 745 km² | 3 116 045       | 290 fő/km²   |
| Bharuch          | Bharuch               | 6 516 km²  | 1 550 822       | 238 fő/km²   |
| Bhavnagar        | Bhavnagar             | 9 993 km²  | 2 877 961       | 288 fő/km²   |
| Botad*           | Botad                 | km²        |                 |              |
| Chhota Udaipur*  | Chhota Udaipur        | km²        |                 |              |
| Dahod            | Dahod                 | 3 654 km²  | 2 126 558       | 582 fő/km²   |
| Dang             | Ahwa                  | 1 758 km²  | 226 769         | 129 fő/km²   |
| Devbhumi Dwarka* | Khambhalia            | km²        |                 |              |
| Gandhinagar      | Gandhinagar           | 2 102 km²  | 1 387 478       | 660 fő/km²   |
| Gir Somnath*     | Veraval               | km²        |                 |              |
| Jamnagar         | Jamnagar              | 14 112 km² | 2 159 130       | 153 fő/km²   |
| Dzsúnágarh       | Dzsúnágarh            | 8 846 km²  | 2 742 291       | 310 fő/km²   |
| Kachchh          | Bhuj                  | 45 442 km² | 2 090 313       | 46 fő/km²    |
| Kheda            | Kheda                 | 4 249 km²  | 2 298 934       | 541 fő/km²   |
| Mahisagar*       | Lunawada              | km²        |                 |              |
| Mehsana          | Mehsana               | 4 389 km²  | 2 027 727       | 462 fő/km²   |
| Morbi*           | Morbi                 | km²        |                 |              |
| Narmada          | Rajpipla              | 2 759 km²  | 590 379         | 214 fő/km²   |
| Navsari          | Navsari               | 2 210 km²  | 1 330 711       | 602 fő/km²   |
| Panchmahal       | Godhra                | 5 215 km²  | 2 388 267       | 458 fő/km²   |
| Patan            | Patan                 | 5 738 km²  | 1 342 746       | 234 fő/km²   |
| Porbandar        | Porbandar             | 2 298 km²  | 586 062         | 255 fő/km²   |
| Rajkot           | Rajkot                | 11 209 km² | 3 799 770       | 339 fő/km²   |
| Sabarkantha      | Himmatnagar           | 7 400 km²  | 2 427 346       | 328 fő/km²   |
| Surat            | Szúrát                | 4 418 km²  | 6 079 231       | 1 376 fő/km² |
| Surendranagar    | Surendranagar Dudhrej | 10 514 km² | 1 755 873       | 167 fő/km²   |
| Tapi             | Vyara                 | 3 239 km²  | 806 489         | 249 fő/km²   |
| Vadodara         | Vadodara              | 7 546 km²  | 4 157 568       | 551 fő/km²   |
| Valsad           | Valsad                | 3 036 km²  | 1 703 068       | 561 fő/km²   |

* A csillaggal jelöltek 2011 után alapított körzetek.

## Turizmus
- Palitana
- Somnath Mahadev-templom (Somnath)
- Laxmi Vilas palota (Vadodara)
- Swaminarayan Akshardham (Gandhinagar)
- Shree Swaminarayan Temple Bhuj (Bhuj)
- Ahmadábád templomai
- Rani Ki vav (Patan)
- Dvarka
- Nap Templom, Modhera
- Gir Nemzeti Park
- Csampáner–Pávágarh Régészeti Park

## Galéria

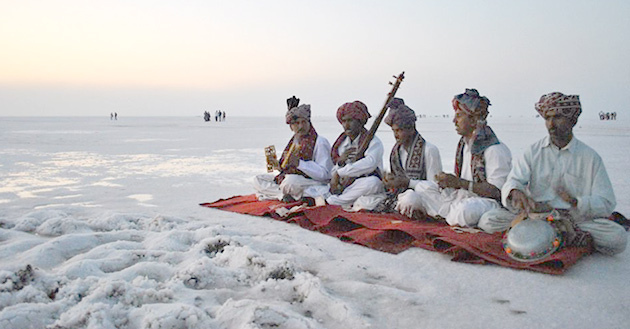
Rann Utsav Fesztivál
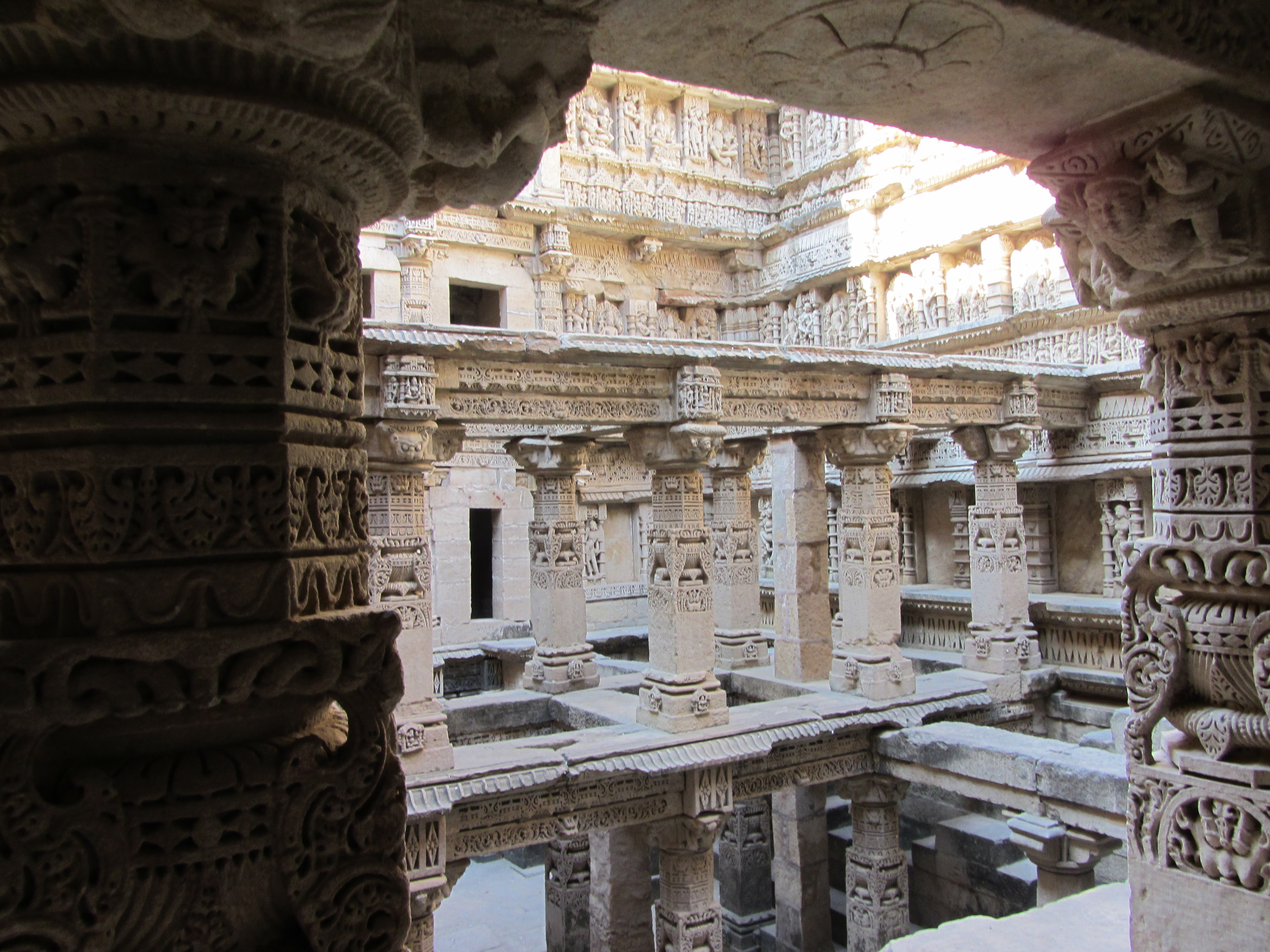
Rani-ki-Vav
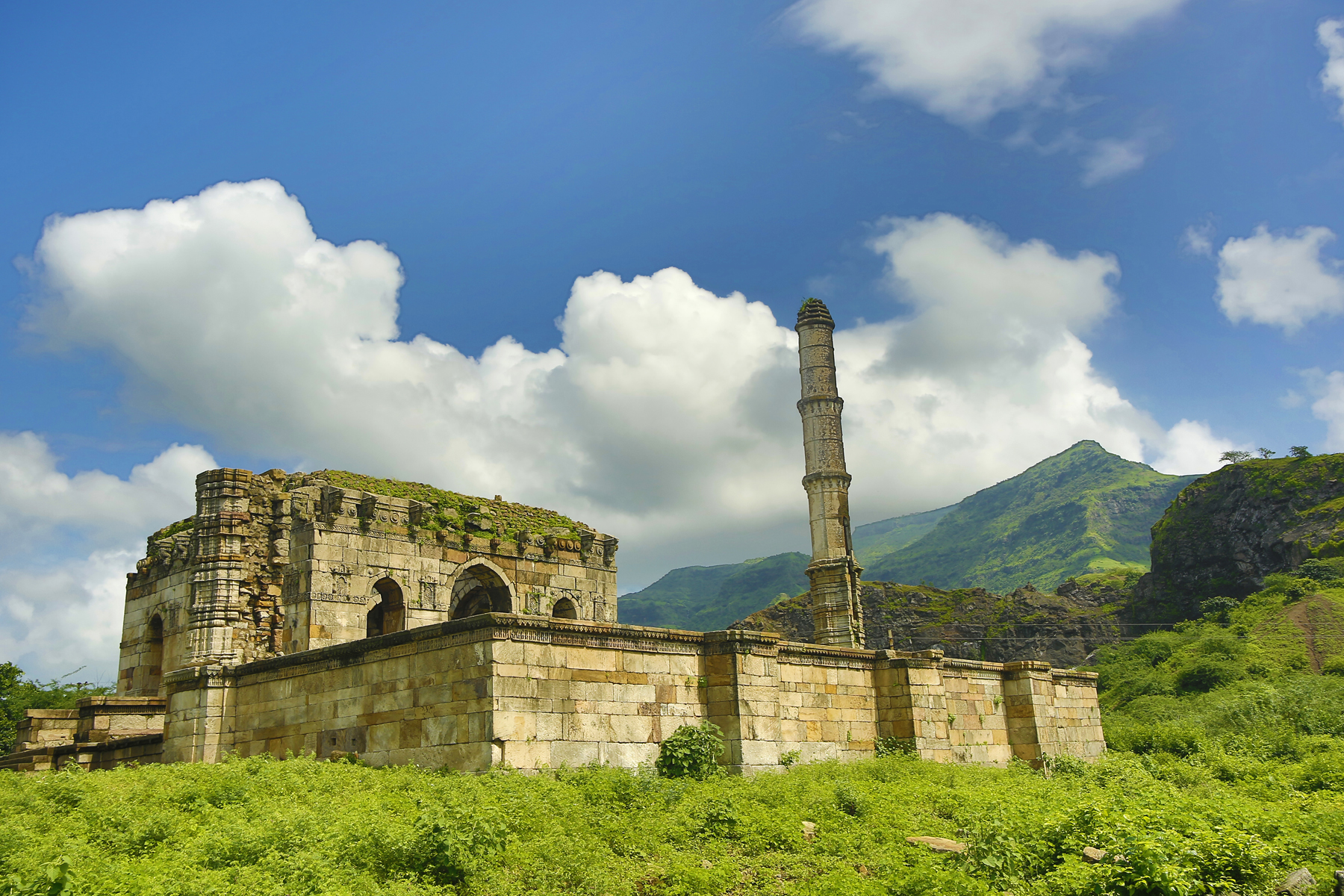
Champaner-Pavagadh
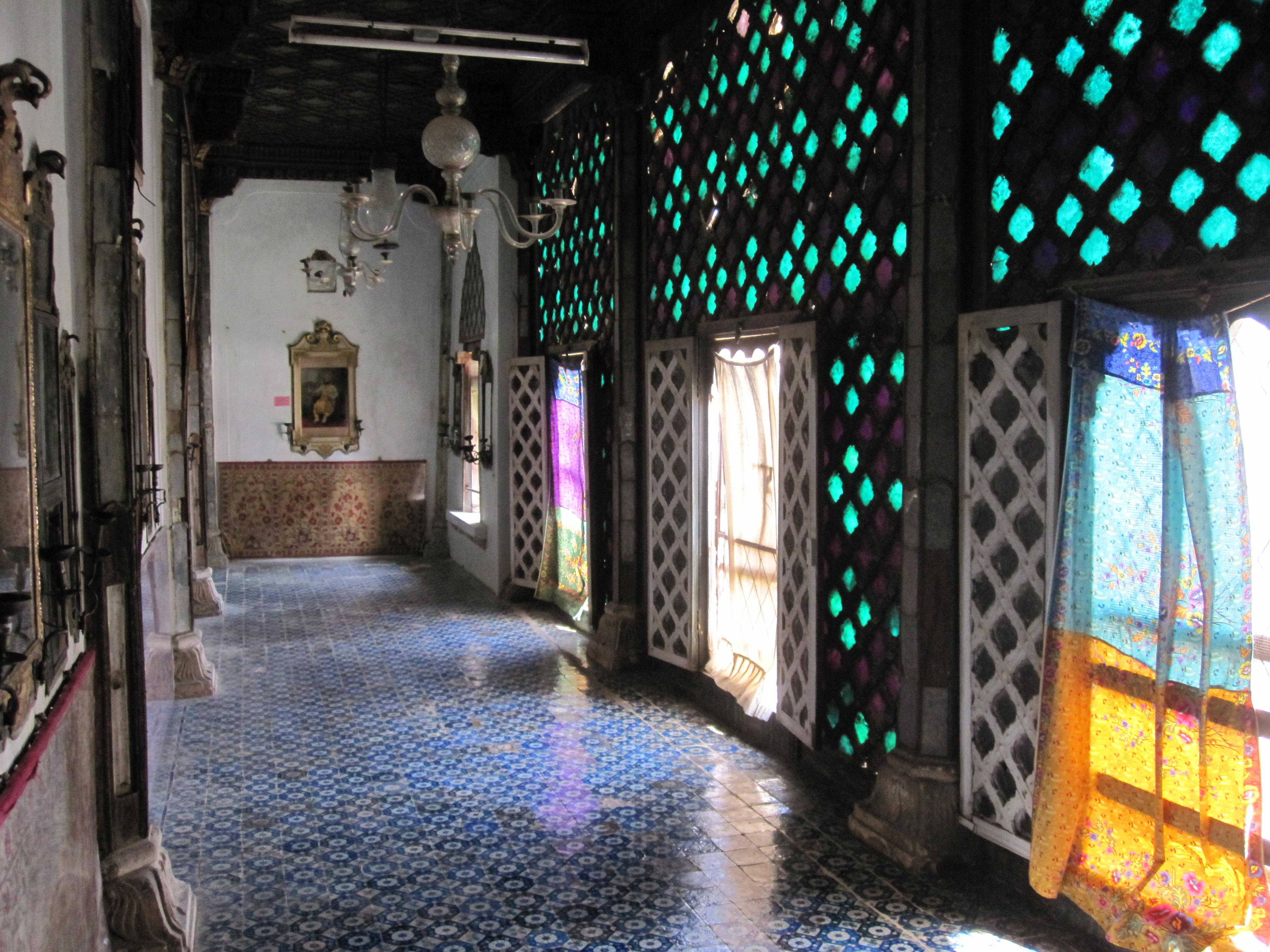
Aina Mahal, Bhuj
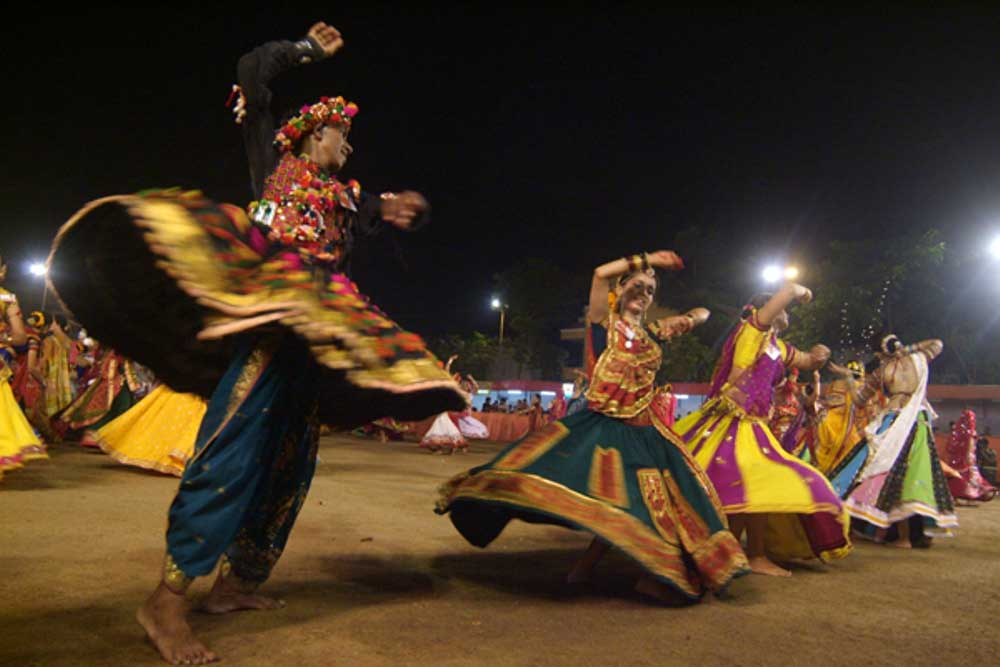
Ahmadábád, Navaratri
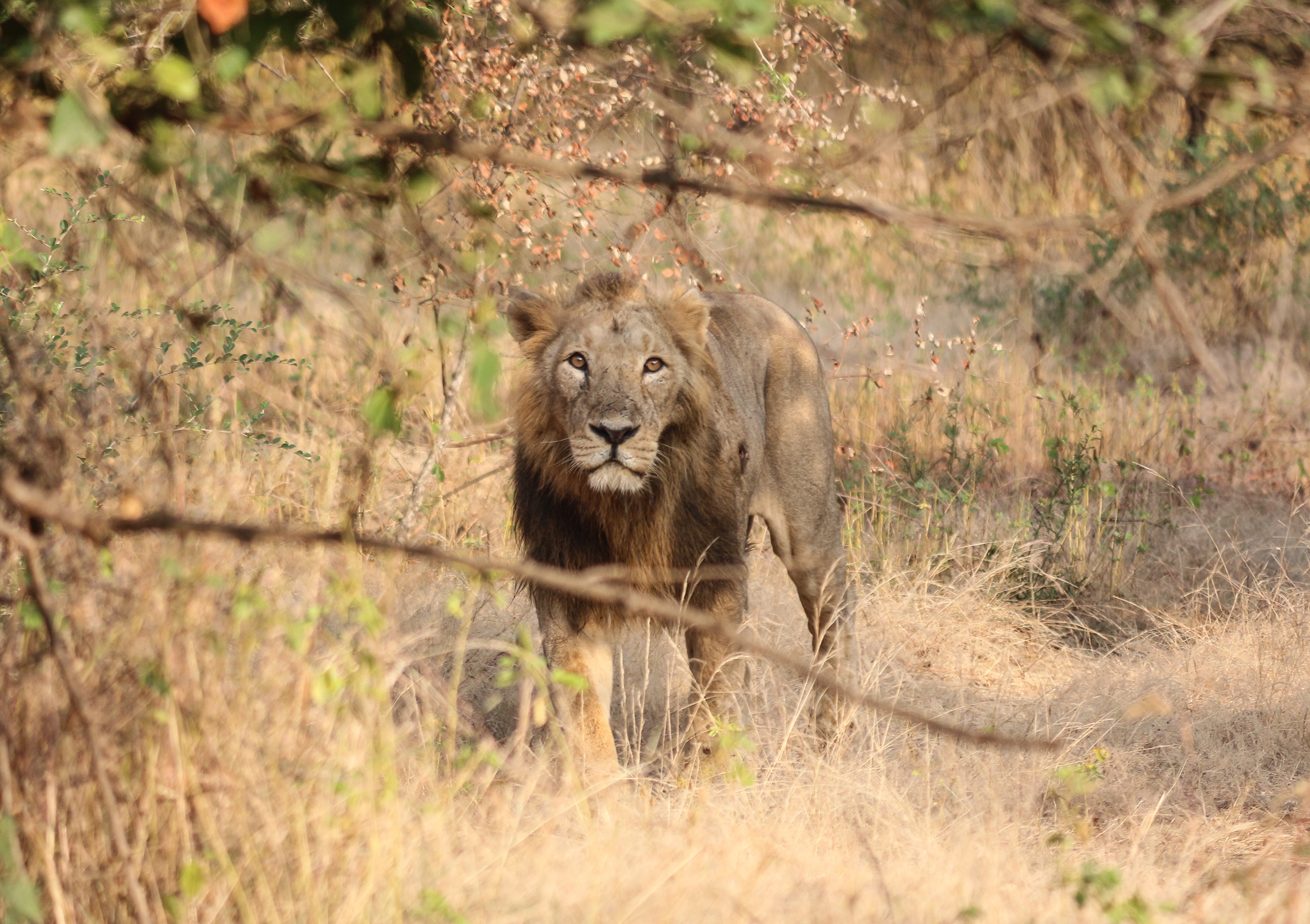
Gir N. P.
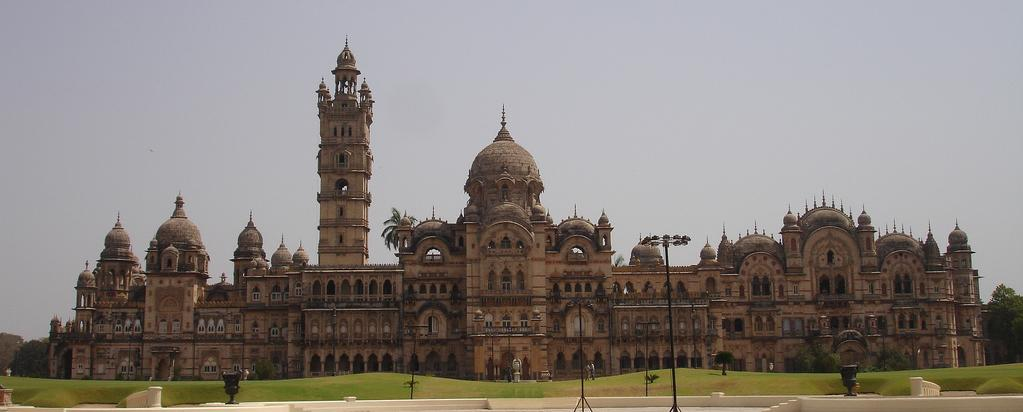
Baroda, Laxmi Vilas
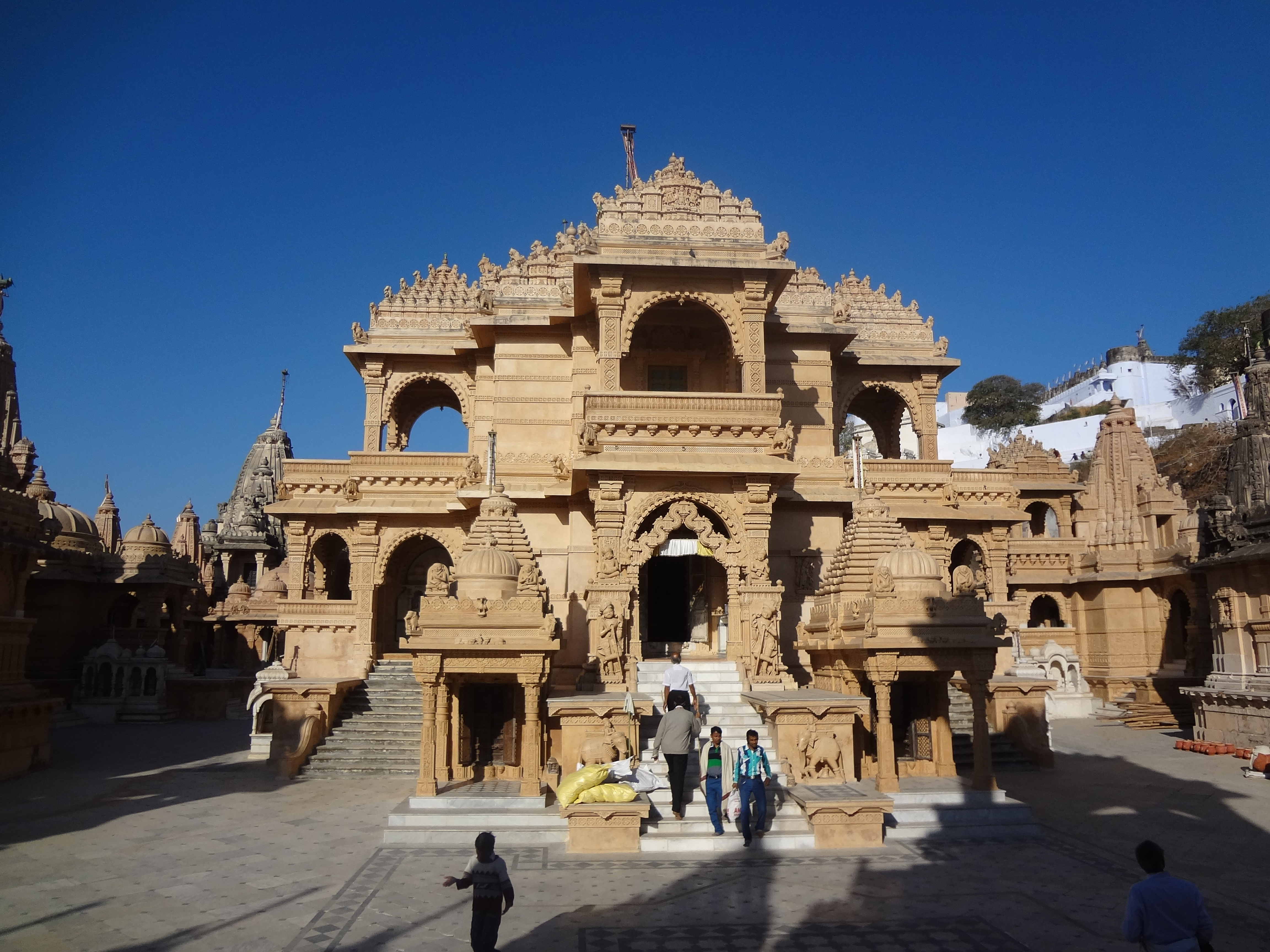
Palitana
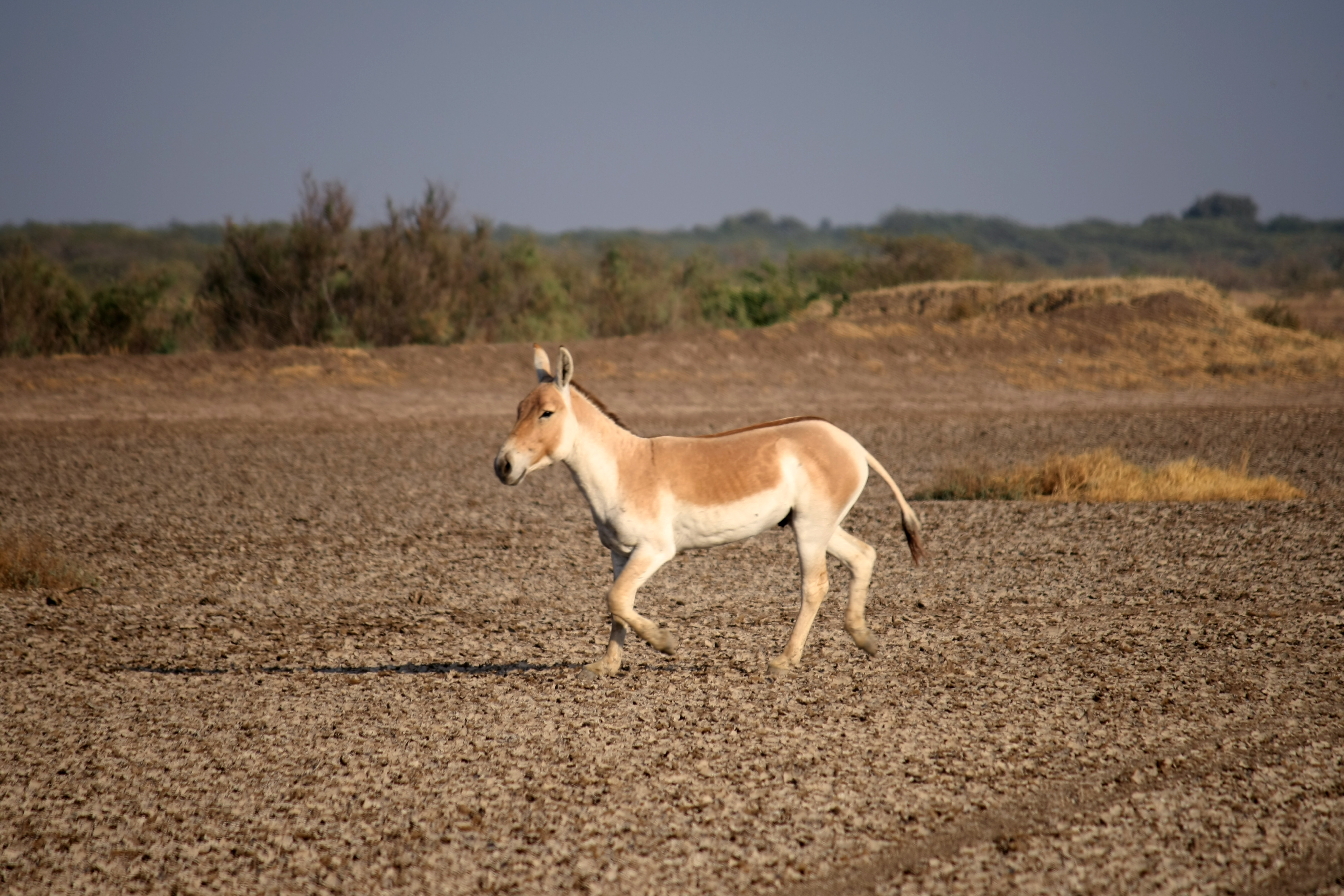
Kutchi sós mocsarak
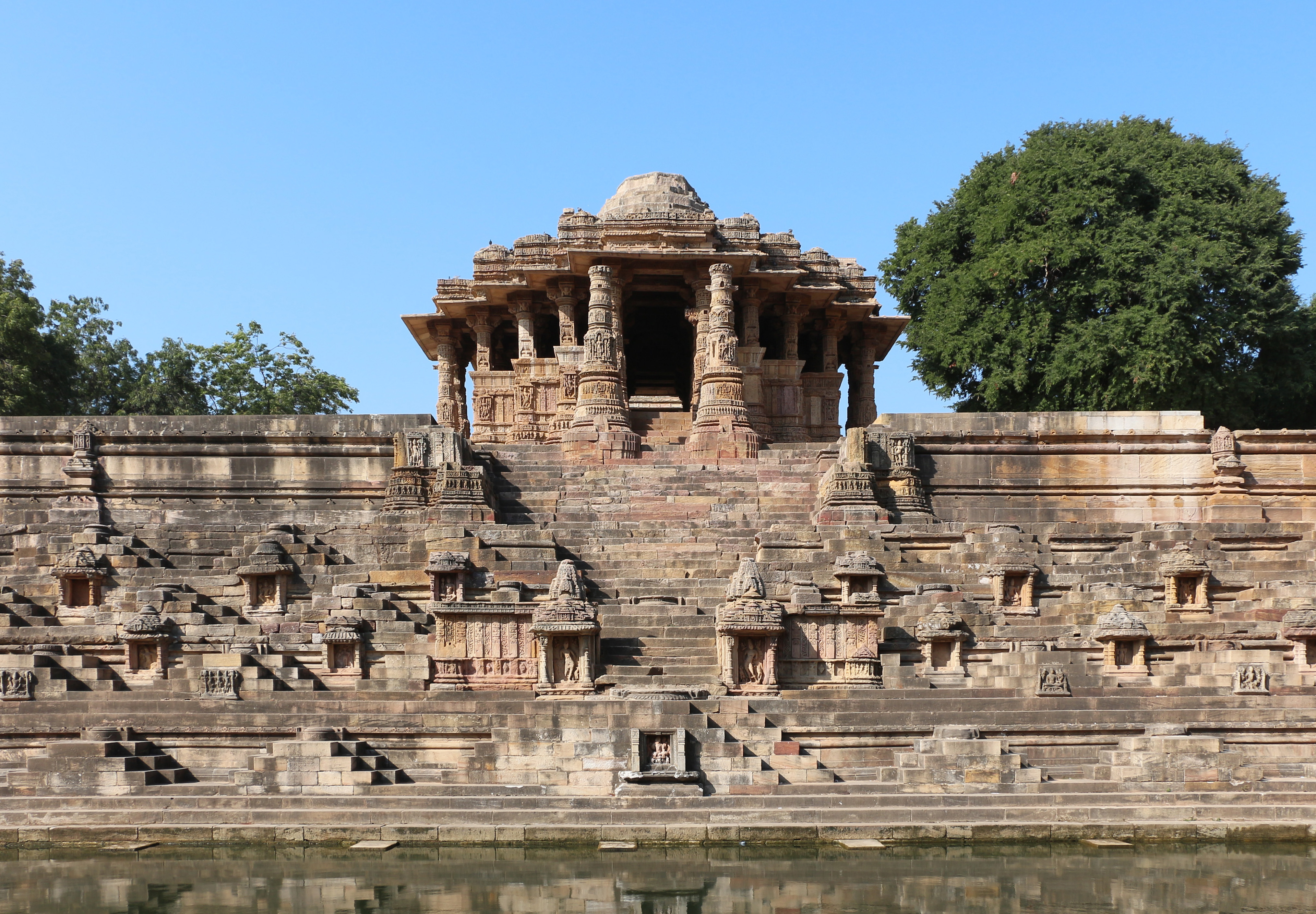
Modhera
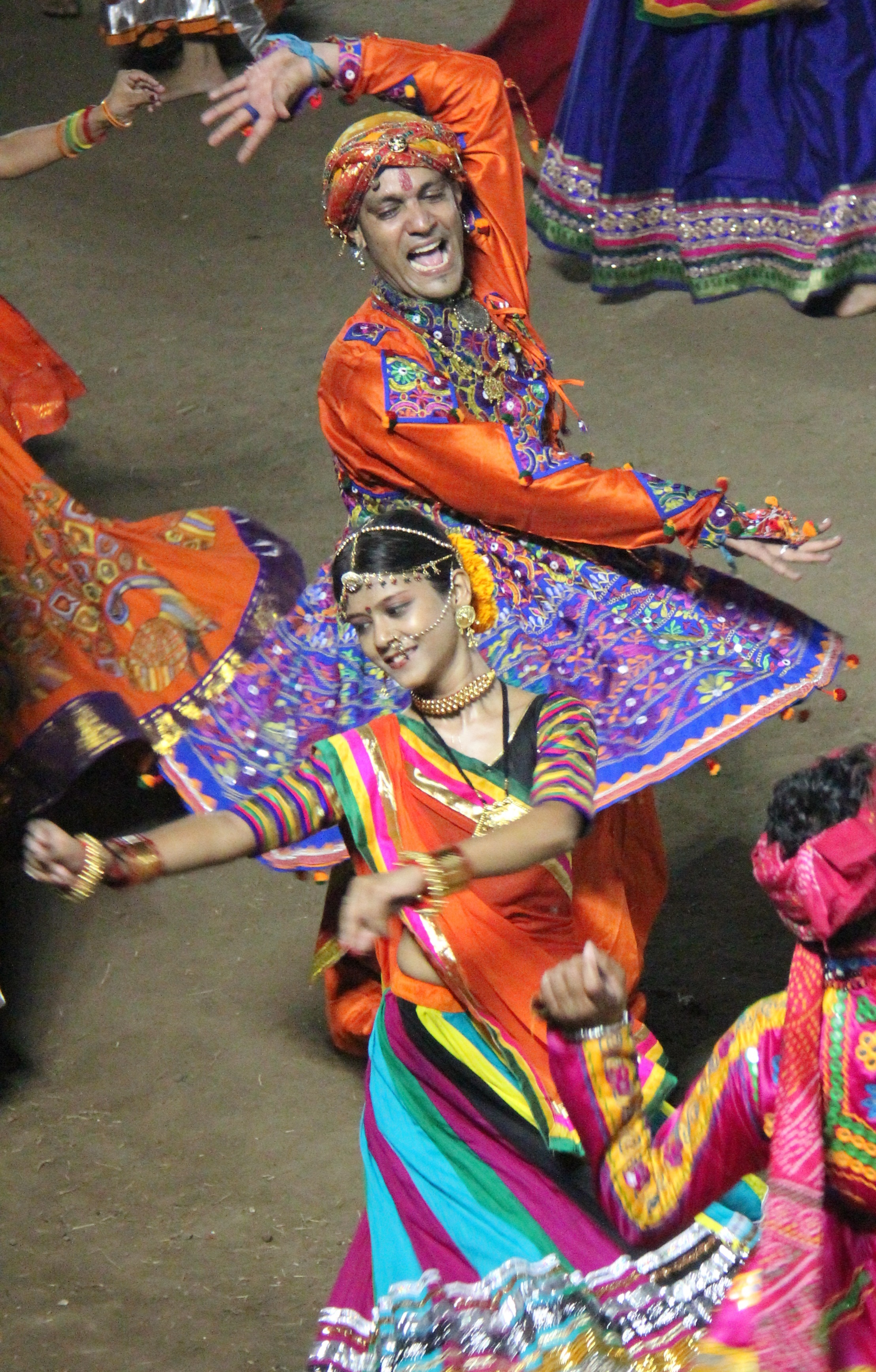
Garba-táncosok

## Fordítás
Ez a szócikk részben vagy egészben  a   Gujarat című német Wikipédia-szócikk fordításán alapul.  Az eredeti cikk szerkesztőit annak laptörténete sorolja fel. Ez a jelzés csupán a megfogalmazás eredetét és a szerzői jogokat jelzi, nem szolgál a cikkben szereplő információk forrásmegjelöléseként.